# Socha Jana Pernera (Pardubice)
Socha Jana Pernera, nazývaná také pomník Jana Pernera, je bronzová plastika. Je umístěna na náměstí Jana Pernera u hlavního nádraží v městské části Zelené Předměstí v městském obvodu Pardubice I města Pardubice v Pardubickém kraji a Pardubické kotlině.

## Historie a popis díla
Autorem díla, které bylo postaveno v roce 2017 v rámci tehdejší rozsáhlé rekonstrukce přednádražní plochy, je akademický sochař a pardubický rodák Jaroslav Brož (* 1935). Bronzová plastika stojí přímo v dláždění a znázorňuje stojícího muže v dobové uniformě státního úředníka s funkcí „vrchní inženýr státních drah“, kterým byl slavný český železniční inženýr a stavitel Jan Perner (1815–1845), jehož práce měla zásadní vliv na rozvoj železniční dopravy v Česku, Rakousko-Uhersku a v Evropě. Jan Perner je ztvárněn v mírně nadživotní velikosti jako stojící důstojný vousatý muž s mírně rozkročenýma nohama a s rukama složenýma na prsou. Na levé straně má železničářskou šavli připevněnou k pasu. Slavnostní odhalení plastiky se odehrálo dne 27. června 2017 a plastika je pod správou Magistrátu města Pardubic.

## Citát na pamětní desce
U díla je na zemi v dlažbě umístěná bronzová pamětní deska s textem v češtině a angličtině:
| „ | Ing. Jan Perner 7.9.1815 - 10.9.1845 projektant a stavitel železničních tratí čestný občan města Pardubic Railway engineer Honorary citizen of Pardubice | “ |

## Další informace
Dílo je celoročně volně přístupné a v blízkosti se nachází poesiomat Pardubice. Další socha Jana Pernera se nachází u nádraží v České Třebové a vytvořil ji sochař Jaromír Gargulák.

## Galerie

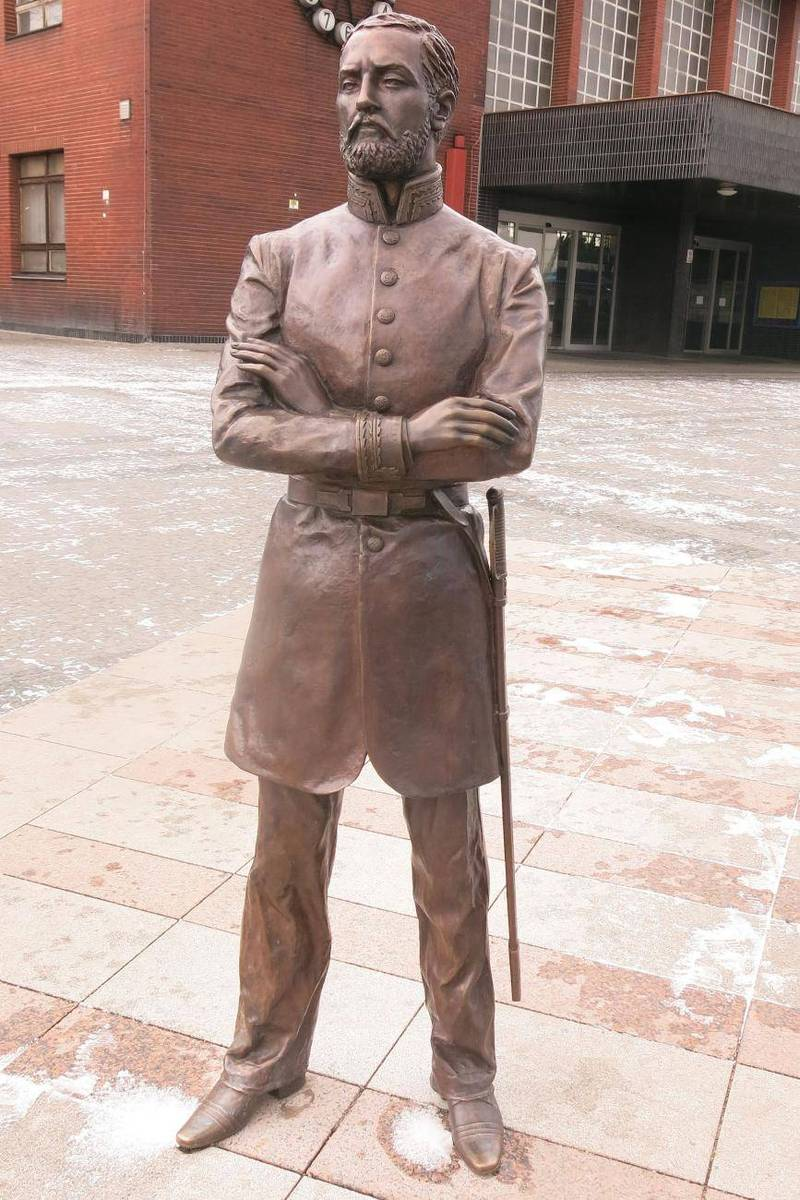
Čelní pohled na dílo
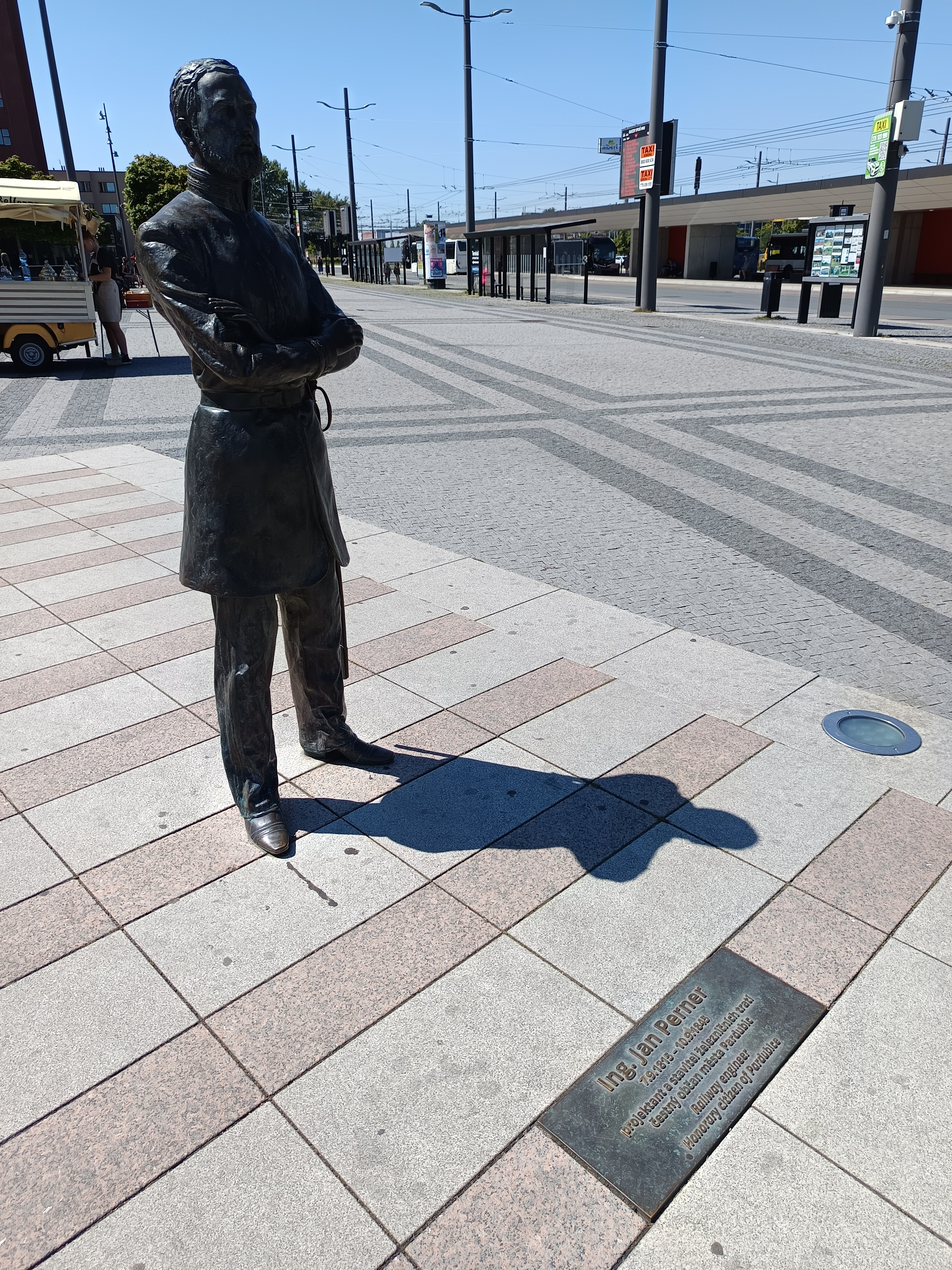
Šikmý pohled na dílo
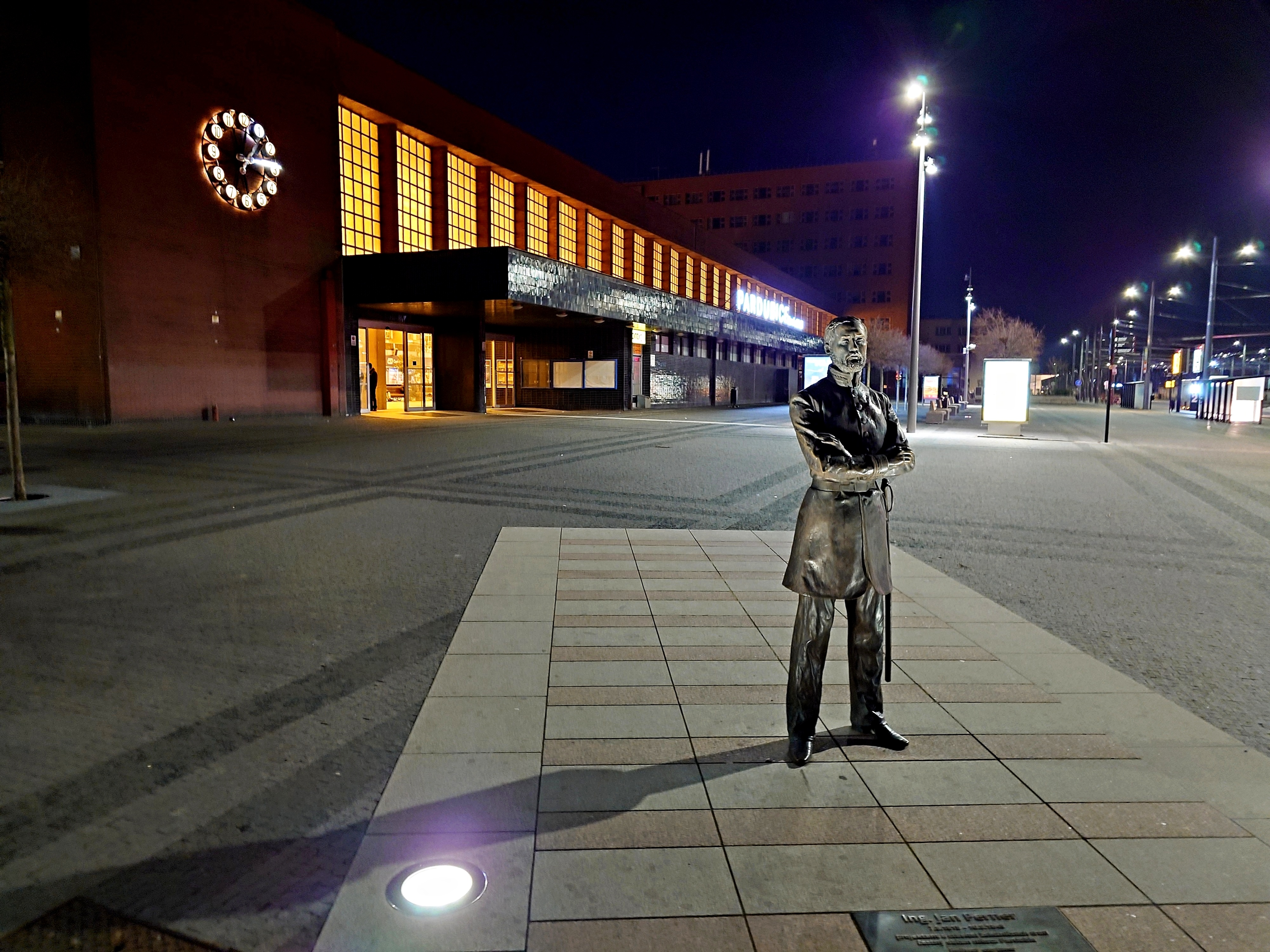
Noční pohled, kde v pozadí je nádražní budova
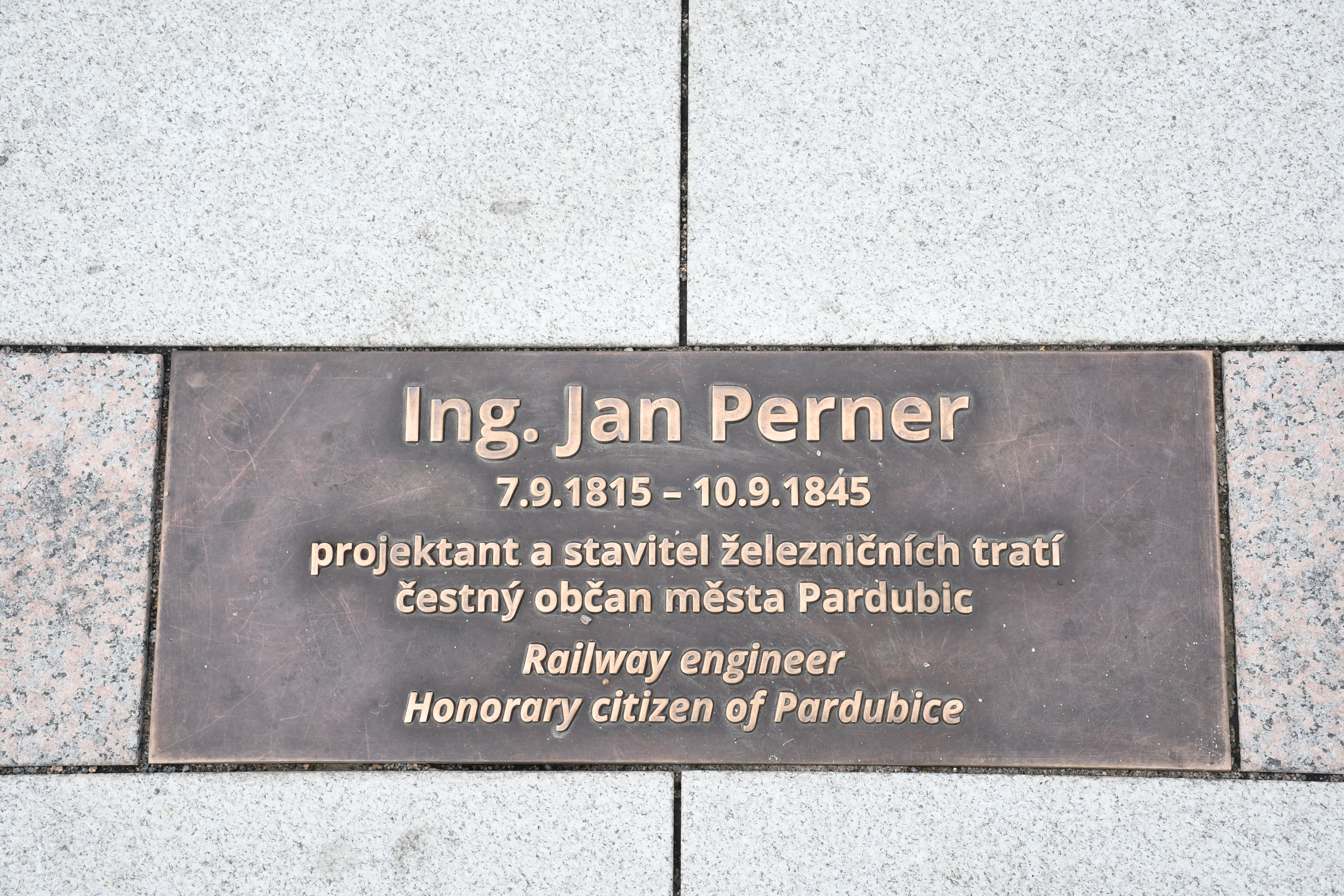
Pamětní deska u sochy